# 판타지 존
《판타지 존》는 세가가 제작한 1986년 횡스크롤 진행형 슈팅 게임이다. 《판타지 존》 시리즈의 첫 번째 게임으로 세가 시스템 16A 아케이드 기판으로 개발돼 오락실용으로 처음 출시됐다.
주인공은 우주선을 닮은 생명체 '오파오파'로 판타지 존 행성계에 닥친 침략을 막는 내용이다. 당시 종스크롤 슈팅 게임들과는 달리 좌우로 이어지는 스테이지에서 진행되며 적을 추격해 획득하는 동전으로 상점에서 장비를 구입하는 시스템을 선보였다.
아케이드로 발매 후 세가 마스터 시스템, 패밀리 컴퓨터 등 콘솔로 이식됐다. 2014년, M2가 개발한 아케이드 기반 리마스터 《3D 판타지 존: 오파오파 브라더스》가 닌텐도 3DS로 발매됐다.

## 출시

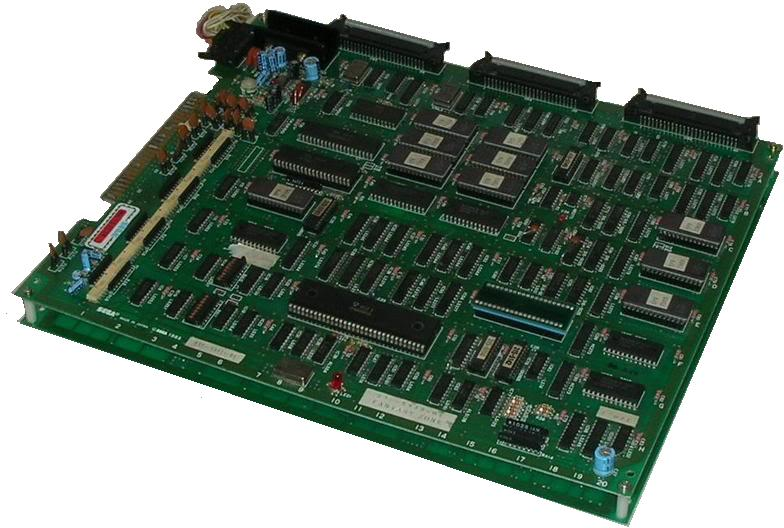
《판타지 존》 아케이드 PCB

《판타지 존》은 세가 시스템 16A 아케이드 기판으로 일본서 1986년 3월 5일 처음 출시됐다.

## 참조

### 주해
1. ↑  영어: Fantasy Zone, 일본어: ファンタジーゾーン